# Ranunculus abortivus
Ranunculus abortivus es una planta de la familia de las ranunculáceas. Es originaria de Norteamérica, con una distribución que cubre parte del norte, este y centro del continente.

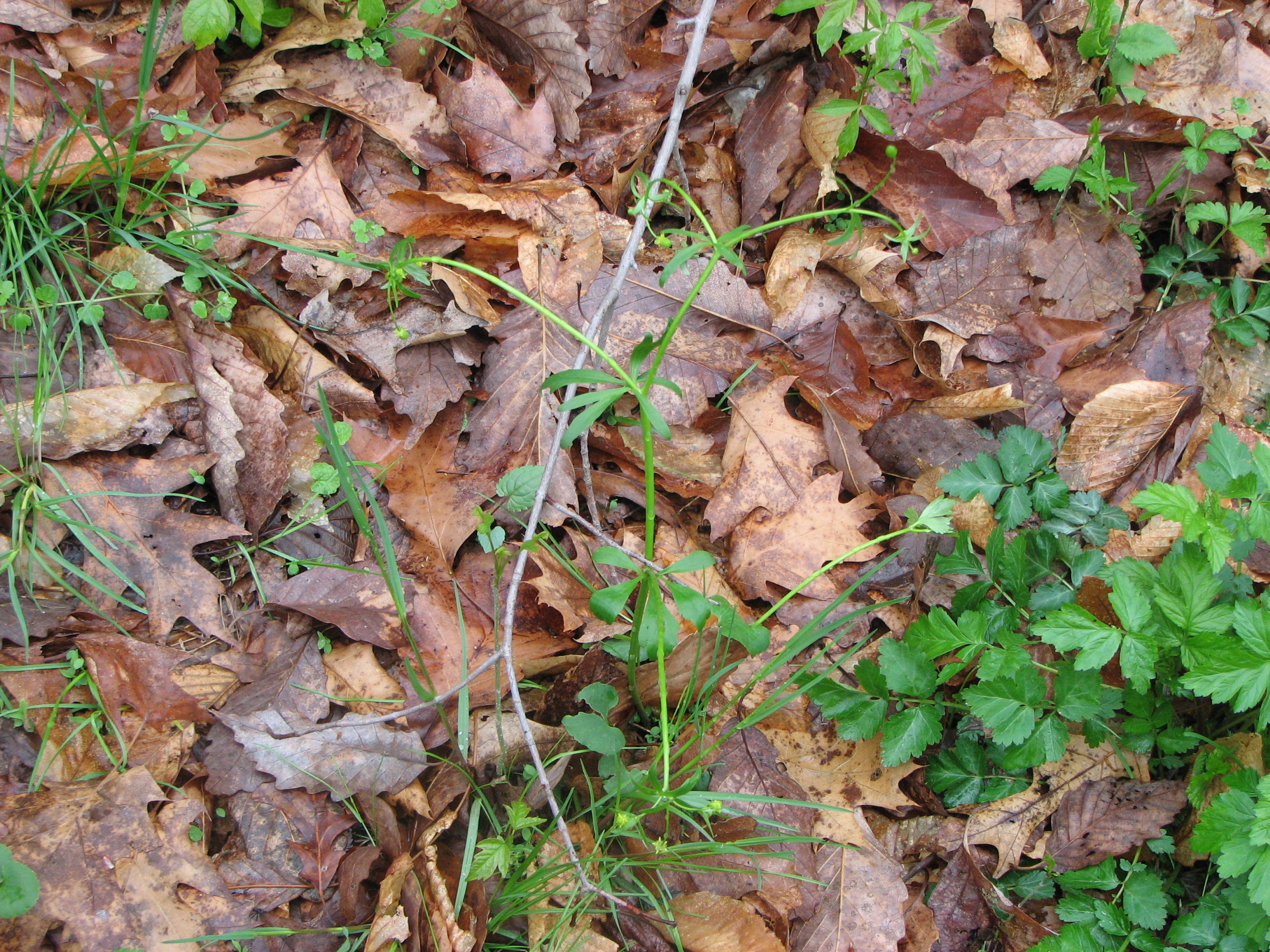
En su hábitat

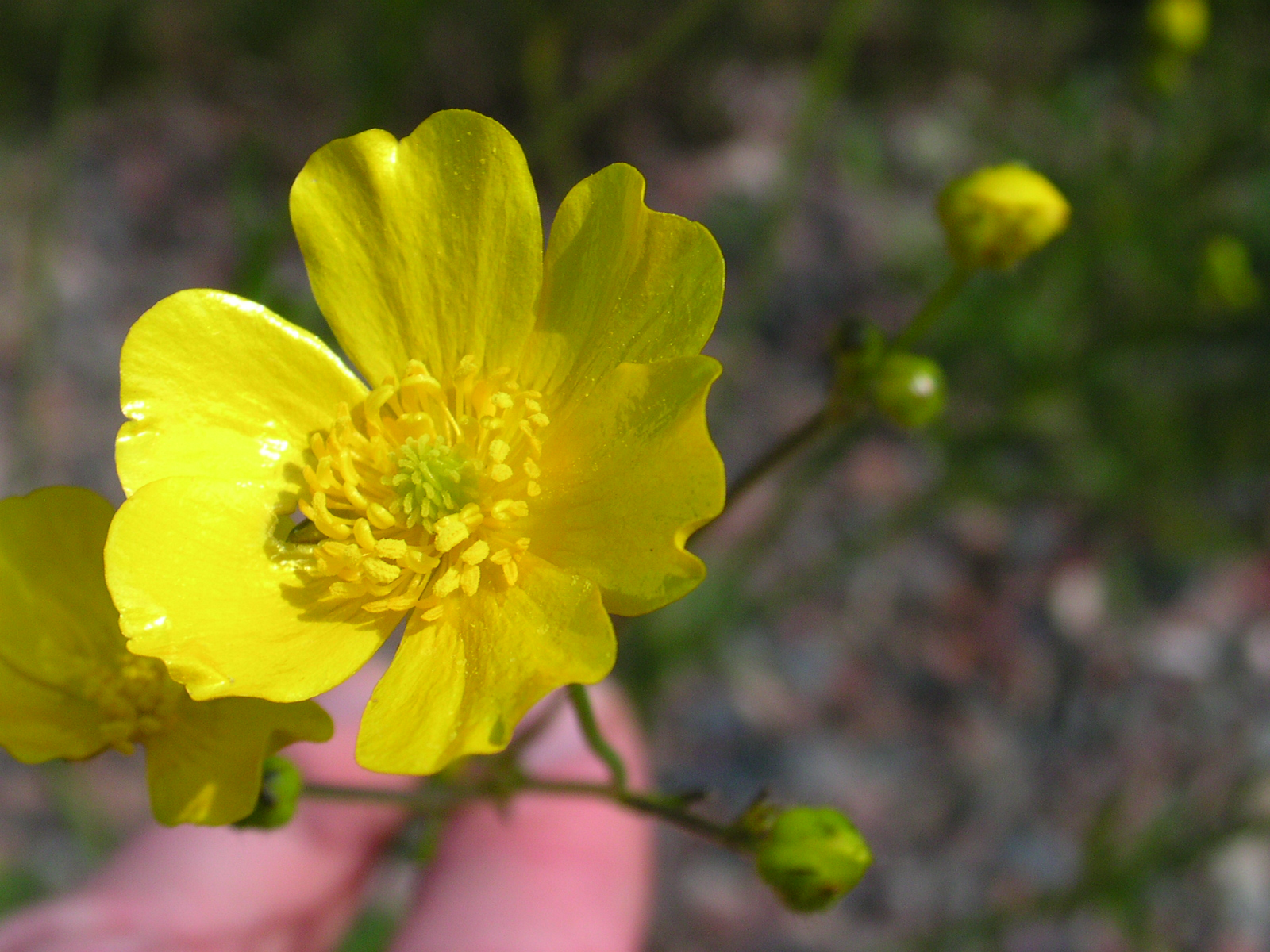
Detalle de la flor

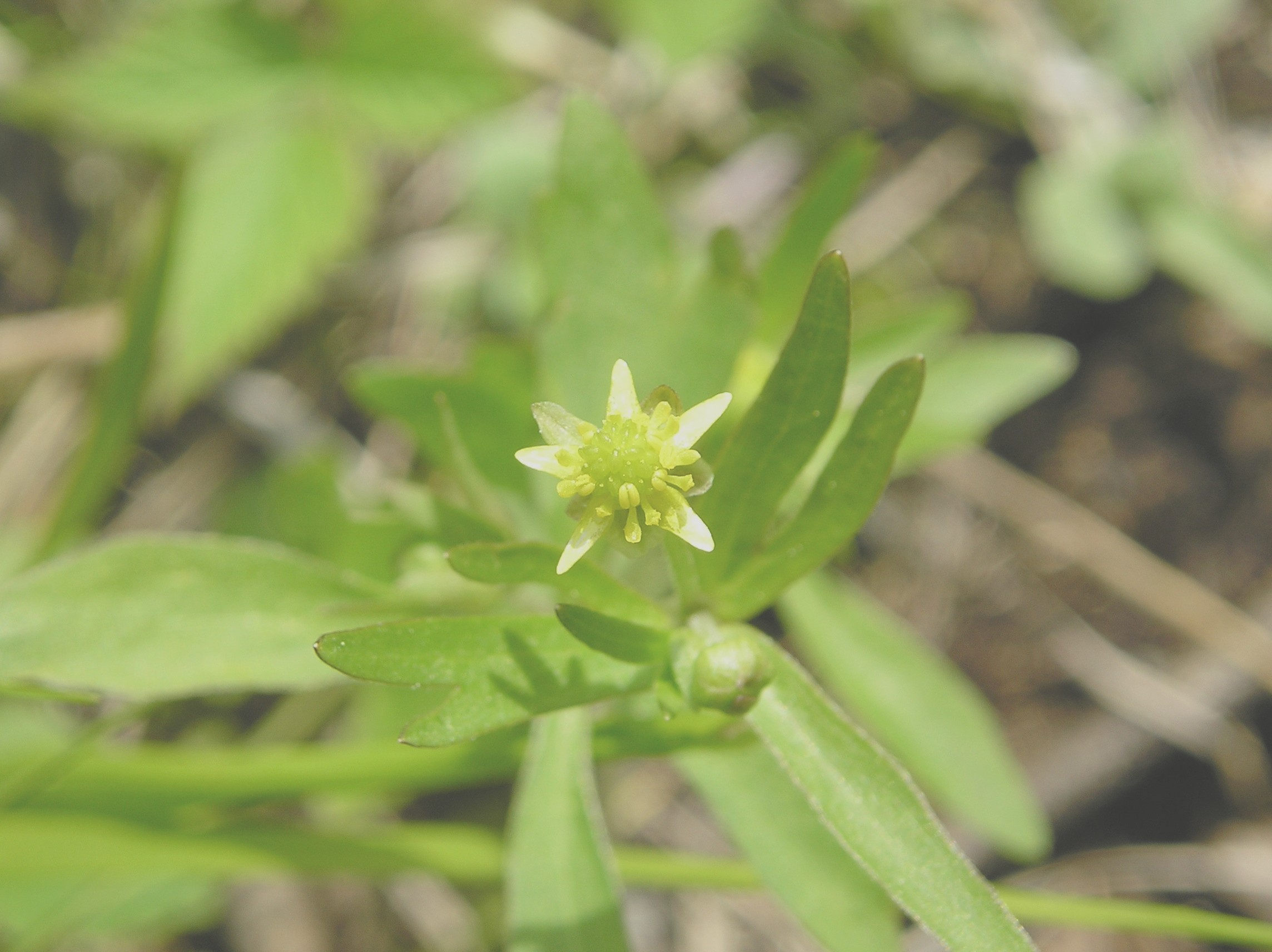
Hojas

## Descripción
Es una planta perenne bienal o de corta duración de hasta 60 cm de alto. Los tallos verdes son glabros. Las hojas basales son orbicular-reniformes y crenadas a lo largo de los márgenes. Las hojas caulinares son más pequeñas y a menudo están profundamente divididas en 3 lóbulos redondeados y sus márgenes son crenados. Las hojas caulinares superiores son por lo general lanceoladas, oblanceoladas, oblongas o con márgenes lisos. Cada tallo superior termina en 1-3 flores en tallos individuales. Cada flor tiene 5 pétalos amarillos, 5 sépalos verdes, un racimo de carpelos verdes, y un anillo de estambres con anteras amarillas brillantes. Los frutos son aquenios pequeños un tanto aplanados y orbiculares, sus superficies son brillantes cuando son maduros y tienen picos muy pequeños.

## Aplicaciones prácticas
La planta tenía una variedad de usos entre grupos de nativos americanos . Los Cheroqui cocinaban y comían las hojas. Lo usaban medicinalmente para abscesos y dolor de garganta y como sedante . Los Iroquois lo han utilizado para la mordedura de serpiente y la intoxicación, la viruela  y el dolor de muelas.

## Taxonomía
Ranunculus abortivus fue descrita por Carlos Linneo y publicado en Species Plantarum 1: 551. 1753.
Etimología
Ranunculus: nombre genérico que proviene del latín tardío que significa "ranita", de "rana"  y un diminutivo final. Esto probablemente se refiere a muchas especies que se encuentran cerca del agua, como las ranas.
abortivus: epíteto latino que significa "fallido, incompleto".
Sinonimia
- Ranunculus abortivus subsp. acrolasius (Fernald) Kapoor & Love
- Ranunculus abortivus var. acrolasius Fernald
- Ranunculus abortivus var. eucyclus Fernald
- Ranunculus abortivus var. indivisus Fernald[5]